# Qālān
Qālān (persiska: قالان) är en ort i Iran.   Den ligger i provinsen Kerman, i den sydöstra delen av landet, 900 km sydost om huvudstaden Teheran. Qālān ligger 2 622 meter över havet och antalet invånare är 220.
Terrängen runt Qālān är kuperad åt sydväst, men åt nordost är den bergig. Runt Qālān är det glesbefolkat, med 12 invånare per kvadratkilometer. Närmaste större samhälle är Bāft, 15,6 km söder om Qālān. Trakten runt Qālān är ofruktbar med lite eller ingen växtlighet.